# Murilo Setin Sartori
Murilo Setin Sartori (Americana, 18 de mayo de 2002) es un deportista brasileño que compite en natación.

## Carrera

### 2018-2020
A la edad de 16 años, participando en los Juegos Olímpicos de la Juventud de Buenos Aires 2018, Sartori ganó la medalla de plata en el relevo de estilo libre de 4 × 100 metros masculino. También terminó sexto en los 200 metros estilo libre masculino.
A la edad de 17 años, ganó una medalla de bronce en los 200 m libre en el Campeonato Mundial Júnior de 2019.

### Juegos Olímpicos de Verano de 2020
Compitió en los 200 metros estilo libre masculino en los Juegos Olímpicos de Verano de 2020 a los 19 años. Hizo un tiempo de 1:47.11 y terminó en el puesto 24 de la general. Sartori también llegó a la final masculina de relevos de estilo libre de 4 × 200 m, terminando en octavo lugar. Se ha comprometido a competir colegialmente por la Universidad de Louisville.

### 2021-2022
En el Campeonato Mundial de Natación en Piscina Corta de 2021 en Abu Dhabi, Emiratos Árabes Unidos, en el relevo 4 × 200 m libre, el relevo brasileño, integrado por Sartori, Fernando Scheffer, Kaique Alves y Breno Correia, volvió a obtener medalla, ahora bronce, manteniendo el buen desempeño de 2018, cuando Brasil ganó el oro batiendo el récord mundial. También terminó décimo en los 200 m libre.
En el Campeonato Mundial de Natación de 2022 realizado en Budapest, Hungría, en la prueba de relevos 4 × 200 m libre, la selección brasileña, compuesta por Sartori, Fernando Scheffer, Vinicius Assunção y Breno Correia, batió dos veces seguidas el récord sudamericano. en las eliminatorias y en las finales, alcanzando un tiempo de 7:04.69, y obteniendo un inédito cuarto puesto en los Campeonatos del Mundo de larga distancia. La selección brasileña no consiguió medalla por la excepcional actuación de Tom Dean, al cerrar el relevo británico.
En los Juegos Panamericanos de 2023 celebrados en Santiago, Chile, ganó una medalla de oro en el relevo 4 x 200 metros libre, con tiempo de 7:07.53, récord de los Juegos Panamericanos, y la medalla de bronce en los 200 metros libre.